# Jim Warren (informático)
Jim Warren (Oakland, Califórnia, 1936 – 24 de novembro de 2021) foi um matemático, educador da computação, profissional da computação e empresário estadunidense.

## Biografia
De 1957 a 1967 foi professor de matemática no ensino médio, e professor em nível colegial e universitário, com seu ultimo posto acadêmico de tempo integral como catedrático no Departamento de Matemática da Universidade Notre Dame de Namur, Belmont, Califórnia. Mais tarde lecionou cursos de computação na Universidade Stanford, Universidade Estadual de San Jose e Universidade Estadual de São Francisco.
Escreveu a primeira pesquisa convidada e arbitrada dos primeiros desenvolvimentos de computadores pessoais na revista Computer, uma retrospectiva de 15 anos com o título "We, The People, In The Information Age" no Dr. Dobb's Journal, janeiro de 1991, etc.

## Prêmios
- 1992 EFF Pioneer Award

### Media
- Interview with Jim Warrenⓘ